# Macintosh IIvx
Il Macintosh IIvx è un personal computer progettato, prodotto e venduto da Apple dall'ottobre 1992 all'ottobre 1993. È l'ultimo prodotto della famiglia di computer Macintosh II. L'IIvx è stato introdotto contemporaneamente al Macintosh IIvi, con entrambi i modelli che utilizzavano lo stesso design della custodia in metallo dei precedenti Performa 600 e Performa 600CD. Come il Performa 600CD, l'IIvx potrebbe essere dotato di un'unità CD-ROM interna a doppia velocità.